# Alopecurus brachystylus
Alopecurus brachystylus är en gräsart som beskrevs av Wilhelm Ludwig Petermann. Alopecurus brachystylus ingår i släktet kavlen, och familjen gräs. Inga underarter finns listade i Catalogue of Life.